# Problemas medioambientales

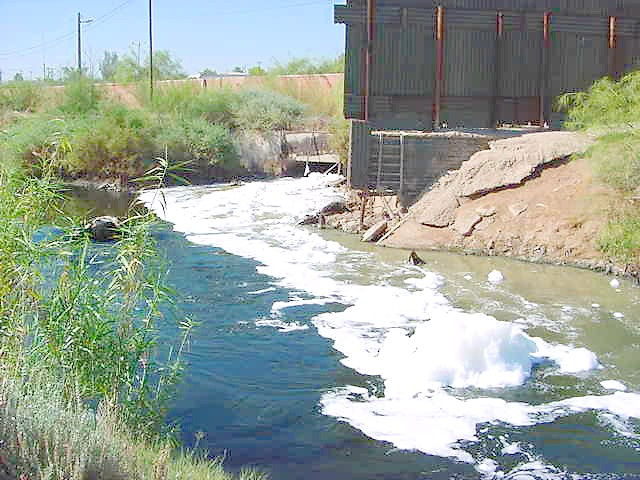
La contaminación del agua es un problema medioambiental que afecta a muchos cuerpos de agua. Esta fotografía muestra espuma en el Río Nuevo cuando ingresa a Estados Unidos desde México.

Los problemas medioambientales son perturbaciones del funcionamiento habitual de los ecosistemas. Pueden ser causados por los seres humanos (impacto humano sobre el medio ambiente)  o ser naturales. Estos problemas se consideran graves cuando el ecosistema no puede recuperarse de su situación actual, y catastróficos si se prevé que probablemente colapsará.
La protección del medio ambiente es la práctica de preservar el medio ambiente natural a escala individual, organizacional o gubernamental, para el beneficio tanto del medio ambiente como de los seres humanos. El ecologismo (conocido en Chile y El Salvador por ambientalismo) es un movimiento social y ambiental que aborda cuestiones ambientales a través de la concienciación, la educación, la promoción de legislación protectora y el activismo.
La destrucción del medio ambiente causada por los seres humanos es actualmente un grave problema mundial. La contaminación del agua causa problemas a la vida marina. Algunos investigadores creen que la población mundial máxima que la Tierra puede albergar se encuentra entre los 9 000 y los 10 000 millones de personas si los humanos trabajaran para vivir de manera sostenible dentro de los límites planetarios.  
La mayor parte de los impactos ambientales son causados por el consumo excesivo de bienes industriales por parte de las poblaciones más ricas del mundo.   El Programa de las Naciones Unidas para el Medio Ambiente, en su informe "Haciendo las paces con la naturaleza" de 2021, concluyó que abordar las crisis planetarias clave, como la contaminación, el cambio climático y la pérdida de biodiversidad, era posible si las partes trabajaban para abordar los Objetivos de Desarrollo Sostenible.

## Problemas más acuciantes
Entre los principales problemas medioambientales actuales pueden citarse el cambio climático, la contaminación, la degradación ambiental (que incluye la pérdida de biodiversidad y la deforestación) y el agotamiento de los recursos. El movimiento conservacionista presiona a favor de la protección de las especies en peligro de extinción y de cualquier área natural con valor ecológico, mientras que se opone a los alimentos genéticamente modificados y al calentamiento mundial. 
El sistema de las Naciones Unidas ha adoptado marcos internacionales para las cuestiones medioambientales en 3 temas clave, que se han denominado la "triple crisis planetaria": el cambio climático, la contaminación y la pérdida de biodiversidad.

## Impacto humano

### Contaminación
La contaminación es la introducción de sustancias nocivas o elementos físicos en un medio ambiente, lo que provoca que este sea inseguro o no apto para su uso. Puede afectar ecosistemas, medios físicos o seres vivos, y sus causas suelen estar asociadas a actividades humanas, considerándose una forma de impacto ambiental. Los contaminantes pueden ser sustancias químicas (como plaguicidas, metales pesados o petróleo) o formas de energía (como calor, ruido, luz o radiación).
La contaminación se clasifica según su fuente (natural o antropogénica), el tipo de contaminante (químico, biológico, energético) o el medio afectado (aire, agua, suelo). Entre sus impactos más destacados están el deterioro de los ecosistemas, el cambio climático, la lluvia ácida y la afectación directa a la salud humana, como enfermedades respiratorias y cardiovasculares.

### Degradación
La degradación ambiental o deterioro ambiental es el deterioro del medio ambiente a través del agotamiento de recursos como el aire, el agua y el suelo; la destrucción de los ecosistemas; la destrucción del hábitat; la extinción de la vida silvestre; y la contaminación. Se define como cualquier cambio o perturbación del medio ambiente que se perciba como perjudicial o indeseable. Como lo indica la ecuación I=PAT, el impacto ambiental (I) o degradación es causado por la combinación de una población humana (P) ya de por sí muy grande y creciente, un crecimiento económico o una riqueza per cápita en continuo aumento (A), y la aplicación de tecnología que agota y contamina los recursos (T).

## Costes
En 2024 un informe calculaba que en los diez años anteriores la economía mundial había perdido 2 billones de dólares norteamericanos por el cambio climático.
El exrelator de la ONU sobre Derechos Humanos y Medio Ambiente, David Boyd, afirmaba en 2024 que la contaminación le costaba al mundo 8,1 billones de dólares anuales. Son billones europeos, es decir, millones de millones, trillions en inglés. En 2023 el producto interior bruto (PIB) mundial ascendió a 106,2 billones de dólares.
La Asociación Euromediterránea de Economistas cifra en 25 billones de dólares anuales el importe de lo detraído a la economía mundial por la pérdida de biodiversidad, casi una cuarta parte del PIB del planeta.

## Acción

### Justicia
El concepto de justicia ambiental aplica las teorías de la justicia al campo del medio ambiente y la ecología. Se deriva de la consideración del medio ambiente y los servicios del ecosistema como elementos del bien común.
Este concepto se refiere a la distribución equitativa de las cargas y beneficios en el uso y aprovechamiento de los bienes naturales de interés común, tales como el agua y el aire.Implica que hay derechos de acceso a la naturaleza para todos: individuos, familias, comunidades, empresas y otros grupos humanos en relación con el medio ambiente considerado como un bien común, pero a cambio de deberes y obligaciones legales. De acuerdo con el filósofo Fabrice Flipo (2022), y basado en el Informe sobre el Desarrollo Humano del Programa de Naciones Unidad para el Desarrollo (PNUD), «en ausencia de terceros capaces de administrar justicia, los más fuertes exceden sus derechos y evaden a sus deberes, constituyendo poco a poco potentados privados. Por lo tanto, como era de esperar, las normas actuales conducen a un aumento global de las desigualdades».
Estos deberes u obligaciones a menudo se agrupan en la noción de responsabilidad social y ambiental, bajo la premisa de que la libertad para explotar el medio ambiente se detiene donde amenaza a los demás, por tanto, es obligatorio no sobreexplotar un recurso. Asimismo, se enmarcan en la consideración de que el medio ambiente (biodiversidad, hábitats naturales, diversidad genética) estaría en sí mismo amenazado por las actividades humanas.
El concepto de justicia ambiental también invita a pensar e implementar medidas de reducción, reparación y compensación cuando el daño ecológico no puede evitarse, lo que a veces puede requerir o justificar una cierta "interferencia ecológica".

### Ley
El derecho ambiental pertenece a la rama del derecho social y es un sistema de normas jurídicas que regulan las relaciones de las personas con la naturaleza, con el propósito de preservar y proteger el medio ambiente en su afán de dejarlo libre de contaminación, o mejorarlo en caso de estar afectado. Sus objetivos son la lucha contra la contaminación, la preservación de la biodiversidad, y la protección de los recursos naturales, para que exista un entorno humano saludable.
Es una rama del Derecho bastante reciente, pero de gran desarrollo y futuro, surgiendo a mediados del siglo XX por la concienciación de la sociedad a consecuencia de algunos desastres ecológicos como la contaminación de la bahía de Minamata, el gran smog londinense, los escapes de Seveso o Bophal, y el accidente de Chernóbil, entre otros. Su origen, como tal especialización del Derecho, surge en la Conferencia de Naciones Unidas sobre el Medio Humano, celebrada en Estocolmo en 1972.
Entre sus características está su carácter multidisciplinario, ya que requiere la pericia y el asesoramiento de profesionales ajenos al Derecho (médicos, biólogos, ambientólogos, físicos, químicos, ingenieros, etc.) y estar en continuo cambio y actualización, en la misma medida que se producen avances científicos y técnicos.
El derecho ambiental se caracteriza por tener el trabajo del estado enfocado en realizar una "Zonificacion Ecológica y Económica" mediante los gobiernos regionales y locales, planificar bien las áreas destinadas para la vida en sociedad, el turismo, la producción agrícola. Evitando que la sociedad ocupe estos lugares destinados para un uso sostenible y generando una producción económica y un bienestar social, mediante los estudios de urbanización y producción del Gobierno Local.
Los objetivos del derecho ambiental se apuntan como fines de esta materia: tomar viable un objetivo primario, macro-objetivo, ligado con la sustentabilidad y el "estado socio-ambiental del derecho" según Antonio H. Benjamín, y de varios objetivos secundarios, micro objetivos secundarios, tales como la protección de la salud y seguridad humanas, salvaguarda de la biosfera por si, conservación del patrimonio estético, turístico, paisajístico, prevención, reparación y represión del daño ambiental, facilidad de acceso a la justicia, transparencia y libre circulación de la información ambiental, eficiencia económica, tutela de la propiedad, conocimiento científico y tecnológico, estabilidad social, democratización de los procesos decisorios ambientales, etc.

### Evaluación
Este procedimiento se encuentra regulado por leyes ambientales específicas en cada país o región, que establecen los criterios y metodologías para su aplicación. Por lo general, el proceso inicia con la presentación del proyecto a las autoridades competentes, quienes supervisan la consulta previa con las partes interesadas y afectadas. Posteriormente, el promotor del proyecto elabora el estudio de impacto ambiental, que es revisado por las instancias gubernamentales y sometido a procesos de participación pública. Finalmente, se emite una resolución que puede culminar en la aprobación del proyecto mediante una Licencia Ambiental que autoriza la puesta en marcha del proyecto, en algunos países se la conoce como Declaración de Impacto Ambiental (DIA), y es emitida por parte del órgano ambiental pertinente.  
El concepto de EIA surgió en la legislación de Estados Unidos en 1969 con la promulgación de la Ley Nacional de Política Ambiental (NEPA, por sus siglas en inglés), y posteriormente fue adoptado por otros países y regiones, como la Unión Europea en 1985. Actualmente, es un requisito en muchas legislaciones, donde las consecuencias de una evaluación negativa pueden variar desde la modificación del proyecto hasta su cancelación.  

### Movimiento
El movimiento ambientalista, también conocido como ambientalismo, movimiento ecologista o movimiento verde, es un conjunto diverso de corrientes de pensamiento y movimientos sociales enfocados en la protección del medio ambiente. Su objetivo principal es fomentar un modelo de vida sostenible mediante la adopción de medidas de conservación, la gestión responsable de los recursos naturales y la promoción de cambios en las políticas públicas y los comportamientos individuales. El movimiento busca mitigar prácticas perjudiciales para el entorno y promover una relación equilibrada entre la sociedad y la naturaleza.
Aunque en diversas culturas y épocas históricas han existido tradiciones que valoraban la naturaleza, como ciertas prácticas religiosas y cosmovisiones indígenas que la consideraban sagrada, estas preocupaciones no generaron una conciencia ambiental generalizada capaz de prevenir la degradación de los ecosistemas. Fue a partir del siglo XVIII, con la Ilustración y la Revolución Industrial, que comenzaron a surgir análisis más sistemáticos sobre los efectos negativos de la actividad humana en la naturaleza. Durante este período, se crearon las primeras áreas protegidas, se promulgó legislación ambiental específica y se impulsaron cambios iniciales en la gestión de los recursos naturales.
El movimiento ambientalista tomó forma como una corriente influyente tras las dos guerras mundiales, cuando se evidenció que el modelo de desarrollo basado en el crecimiento continuo y la explotación intensiva de recursos naturales estaba causando una degradación ambiental sin precedentes. Esta toma de conciencia marcó el inicio de un enfoque más estructurado en la defensa del medio ambiente, involucrando a diversos campos del conocimiento y generando un creciente interés en los medios de comunicación, las instituciones académicas y las organizaciones internacionales.

### Organizaciones
Las cuestiones medioambientales son, inicialmente, denunciadas a escala local, nacional o internacional por organizaciones ecologistas (no gubernamentales, ONG) y, posteriormente, si esa denuncia tiene efecto, abordadas a la escala correspondiente por organismos estatales o internacionales.
La agencia internacional más grande, creada en 1972, es el Programa de las Naciones Unidas para el Medio Ambiente. La Unión Internacional para la Conservación de la Naturaleza reúne a 83 países, 108 organismos estatales, 766 organizaciones no gubernamentales y 81 organizaciones internacionales y alrededor de 10 000 expertos, científicos de todo el mundo. Entre las organizaciones no gubernamentales internacionales más importantes pueden citarse Greenpeace, Amigos de la Tierra y el Fondo Mundial para la Naturaleza. Muchos gobiernos promulgan políticas ambientales y hacen cumplir la legislación ambiental.

## Cine y televisión
Son habituales las películas, documentales y series sobre temas medioambientales, especialmente sobre el cambio climático y el calentamiento mundial. El documental de Al Gore de 2006 Una verdad incómoda obtuvo éxito comercial y gran repercusión en los medios. La serie No mires arriba, protagonizada por Meryl Streep, utiliza el inminente impacto de un asteroide como metáfora del cambio climático. La película The Day After Tomorrow trata de una repentina glaciación mundial por la interrupción de la Corriente del Golfo.